# Kärlek starkare än hat eller Skogsdotterns hemlighet
Kärlek starkare än hat eller Skogsdotterns hemlighet (en suec Amor més fort que l'odi o El secret de la filla del bosc) és una pel·lícula muda sueca de 1914 dirigida per Victor Sjöström i protagonitzada per John Ekman, Doris Nelson i Richard Lund en els papers principals. La pel·lícula avui s'ha perdut.

## Trama
"Tattar-Johan" i la seva germana Elsa viuen a les profunditats del bosc. En Johan els alimenta a tots dos de la caça furtiva, mentre que l'Elsa de vegades baixa al poble a comprar. El guarda forestal del poble s'enamora de l'Elsa, que també comença a enamorar-se d'ell, i van junts a un ball. Tanmateix, el seu ball és interromput per un granger que ha acusat Johan de caça furtiva.
El guarda forestal es posa en marxa per detenir el culpable i l'Elsa el segueix. Els homes acaben en una baralla ferotge, però en Johan aconsegueix alliberar-se i s'escapa al vell molí. Aleshores aconsegueix tancar el guarda forestal al molí i obre les comportes perquè l'aigua hi entri.
Llavors ve l'Elsa al molí. Ara els germans es barallen entre ells, i la baralla acaba amb tots dos a l'aigua. En Johan és abatut i s'ofega, però Elsa arriba a terra i aconsegueix salvar el seu estimaten l'últim moment.

## Repartiment
- John Ekman – Tattar-Johan
- Doris Nelson – Tia Elsa, germana de Johan
- Richard Lund - guarda forestal
- Emmy Elffors – paper no identificat
- Ragnhild Owenberg-Lyche – paper no identificat

## Producció
El guió de la pel·lícula fou escrit pel guionista noruec Peter Lykke-Seest, que va escriure una sèrie de guions originals per a Svenska Biografteatern. És la primera de les pel·lícules de Sjöström que es va rodar fora d'Estocolm, probablement a Älvkarleö a Norduppland el juny de 1913. Molt poc de la pel·lícula es va rodar en un estudi.
La pel·lícula es va estrenar l'1 de gener de 1914 al Verdenspeilet de Kristiania (actual Oslo). L'estrena sueca va ser al Cosmorama de Göteborg el 5 de gener del mateix any, i l'estrena d'Estocolm al cinema Regina el 26 de gener. S'han trobat dues ressenyes dels diaris d'Estocolm: a Aftonbladet van qualificar la direcció de Sjöström d'"admirable", mentre que Social-Demokraten va apreciar l'"Älvkarleby escènic" i van pensar que la pel·lícula era "extremadament emocionant". Sydsvenska Dagbladet va dir que la baralla al molí va ser especialment emocionant, i també va esmentar "el pintoresc Älfkarleö" així com l'excel·lent foto.
A més dels països nòrdics, la pel·lícula es va vendre a Austràlia, Anglaterra, Itàlia, Hongria, EUA i Àustria. Es creu que es va tornar a distribuir a la dècada de 1920, però ara s'ha perdut.